# Henry Holt (Musiker)
Henry Holt (* 1934 in Österreich; † 4. Oktober 1997 in Charlottesville) war ein US-amerikanischer Dirigent, Operndirektor und Musikpädagoge.
Holts Familie floh vor der Nazi-Okkupation aus Österreich in die USA, und Holt wuchs in Los Angeles auf. Von 1966 bis 1984 war er Musikdirektor der Seattle Opera. Er war Mitbegründer des Pacific Northwest Ballet und des Pacific Northwest Festival in Seattle. Hier führte er zehn Jahre in Folge Richard Wagners Ring des Nibelungen auf. 1984 kehrte er nach Los Angeles zurück und wurde musikalischer, später Generaldirektor des Los Angeles Opera Theater, daneben war er auch künstlerischer Leiter der Baton Rouge Opera.
Als Gastdirigent trat er u. a. an der New York City Opera und am Chicago Opera Theater auf. Unter anderem dirigierte er die Uraufführung von Carlisle Floyds Oper Of Mice and Men. 1996 leitete er die Ring-Aufführung an der Arizona Opera. Als Musikpädagoge widmete er sich besonders der Musikerziehung für Kinder. Er arbeitete u. a. mit der National Guild of Community Schools of the Arts, dem Kennedy Center Education Program und dem E. D. Hirsch's national Core Knowledge Movement zusammen. Außerdem gab er Opernworkshops an der University of Southern California, am  Lewis and Clark College und der Louisiana State University.